# Temporada da WTA de 1979
O WTA Tour de 1979 consistiu em uma série de torneios de tênis para tenistas femininas, sendo substituído na sua composição, o Virginia Slims Circuit pelo "Avon Championships Circuit".
O ano foi dividido em duas turnês patrocinadas, com os primeiros meses patrocinados como "Avon Series" e a última parte como "Colgate Series".

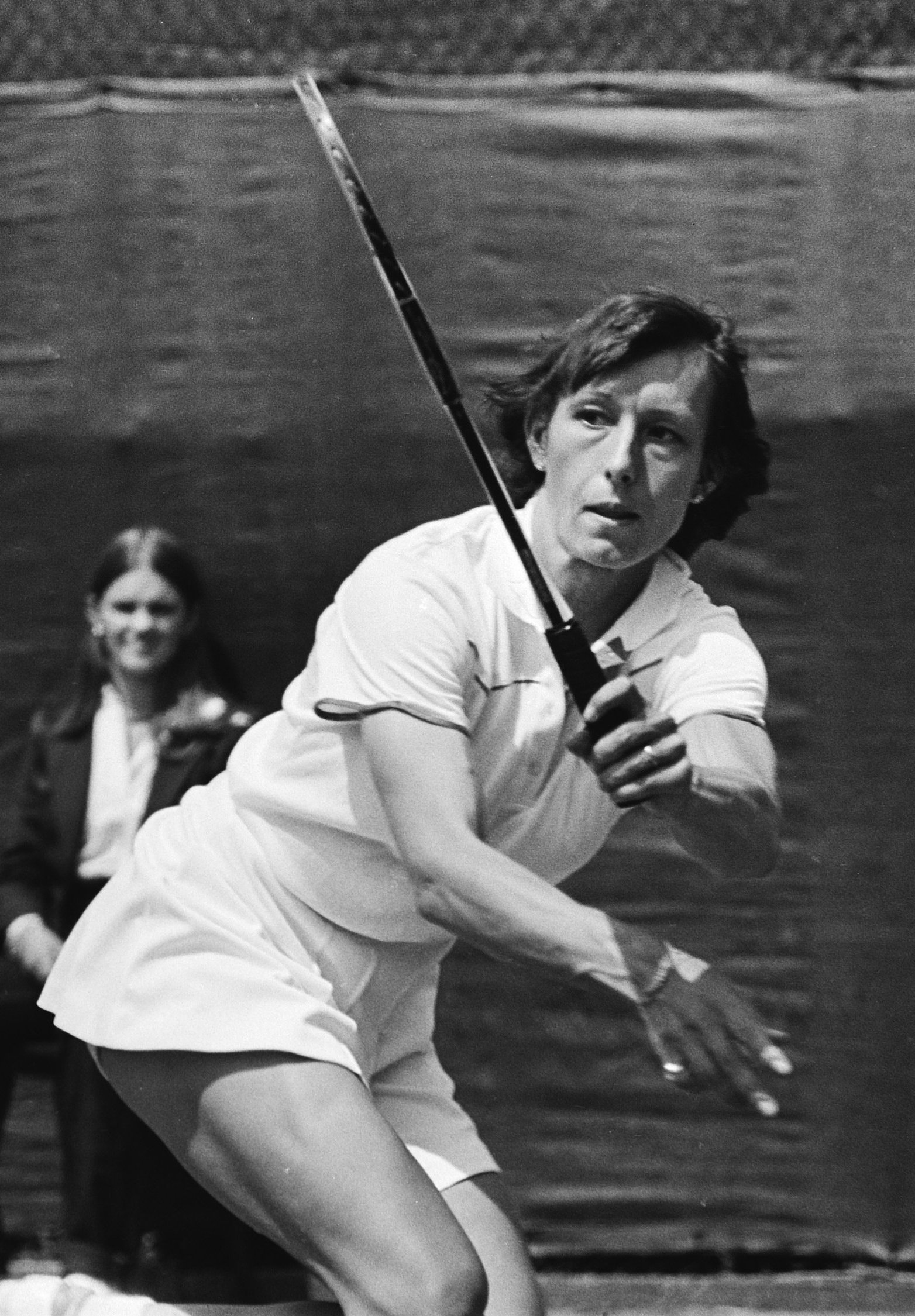
Martina Navratilova ganhou 10 títulos na temporada.

## Ranking de final de ano
Lista das 20 primeiras do ranking de final de ano da WTA de 1979 (31 de dezembro de 1979) - Agregado simples e duplas:
| Ranking de simples de final de ano | Ranking de simples de final de ano | Ranking de simples de final de ano | Ranking de simples de final de ano | Ranking de simples de final de ano |
| ---------------------------------- | ---------------------------------- | ---------------------------------- | ---------------------------------- | ---------------------------------- |
| Nº                                 | Jogadora                           | Pontos                             | 1978                               | F                                  |
| 1                                  | Martina Navratilova (USA)          | 15.748                             | 1                                  | Estável                            |
| 2                                  | Chris Evert (USA)                  | 14.111                             | 2                                  | Estável                            |
| 3                                  | Tracy Austin (USA)                 | 14.004                             | 6                                  | 3                                  |
| 4                                  | Evonne Goolagong Cawley (AUS)      | 11.814                             | 3                                  | 1                                  |
| 5                                  | Billie Jean King (USA)             | 8.857                              | 5                                  | Estável                            |
| 6                                  | Dianne Fromholtz (AUS)             | 8.375                              | 10                                 | 4                                  |
| 7                                  | Wendy Turnbull (AUS)               | 8.214                              | 7                                  | Estável                            |
| 8                                  | Virginia Wade (GBR)                | 7.959                              | 4                                  | 4                                  |
| 9                                  | Kerry Reid (AUS)                   | 6.645                              | 9                                  | Estável                            |
| 10                                 | Sue Barker (GBR)                   | 6.618                              | 24                                 | 14                                 |
| 11                                 | Kathy Jordan (USA)                 | 6.555                              | NR                                 | NR                                 |
| 12                                 | Greer Stevens (RSA)                | 6.336                              | 17                                 | 5                                  |
| 13                                 | Virginia Ruzici (ROU)              | 6.149                              | 12                                 | 1                                  |
| 14                                 | Regina Maršíková (TCH)             | 6.013                              | 14                                 | Estável                            |
| 15                                 | Ann Kiyomura (USA)                 | 5.457                              | 39                                 | 24                                 |
| 16                                 | Sylvia Hanika (FRG)                | 5.010                              | 35                                 | 19                                 |
| 17                                 | Hana Mandlíková (TCH)              | 4.952                              | 45                                 | 28                                 |
| 18                                 | Caroline Stoll (USA)               | 4.951                              | 26                                 | 8                                  |
| 19                                 | Kathy May (USA)                    | 4.768                              | 15                                 | 4                                  |
| 20                                 | Mima Jaušovec (YUG)                | 4.270                              | 19                                 | 1                                  |